# ALPAL-2
ALPAL-2 es un sistema de cable de telecomunicaciones submarino en el mar Mediterráneo que une Argelia y la isla española de Mallorca.
Tiene puntos de amarre en:
1. El Djemila, Argel, Argelia
2. Las Covetas, Palma de Mallorca, España

Tiene una capacidad de transmisión de diseño de 160 Gbit/s. Comenzó a funcionar a 5 Gbit/s, con una longitud total de cable de 312 km, en julio de 2002.